# La ronca de oro
La ronca de oro é uma telenovela colombiana transmitida pelo Caracol Televisión em 2014.
Em Portugal, a telenovela é exibida na RTP2 desde 14 de setembro de 2021.

## Elenco
- Ana María Estupiñán - Sofía Helena Vargas Marulanda "Helenita" (jovem)
- Majida Issa - Sofía Helena Vargas Marulanda "Helenita"
- Diego Cadavid - Álvaro José Sálas
- Viviana Serna - Cecilia Hincapié
- Leonardo Acosta - Germán Hincapié
- Johanna Morales - Samantha
- Marcela Benjumea - Estrella Ulloa
- Rashed Estefenn - Ernesto Loaiza
- Diana Neira - Maritza Rengifo (jovem)
- Jimena Durán - Maritza Rengifo
- Alejandra Lara - Lucía
- José Narváez - Pepe Pardo
- Laura García - Ana Julia Marulanda de Vargas
- Luis Fernando Montoya - Luis Vargas
- Valentina Jerez
- Abril Schreiber - Virginia Tafur (jovem)
- Ángela Piedrahita - Virginia Tafur
- Johan Martínez - Efraín Vargas Marulanda (jovem)
- Alex Adames - Efraín Vargas Marulanda
- Astrid Ramírez - Belén de Vargas
- Monica Pardo Vélez - Felicia Vargas Marulanda (jovem)
- Maria Isabel Henao - Felicia Vargas Marulanda
- Santiago Gómez
- Greeicy Rendón - Pilar Hincapié Vargas
- Juan Pablo Gamboa - Rubén De La Pava
- Didier van der Hove - Mauricio Guerra "Mauro"
- Mauro Mauad - Gregory Paz
- Yolanda Rayo - Graciela Arango de Tobón
- Marianne Schaller - Clarissa de las Américas
- Gustavo Ramirez - Guido
- Mabel Moreno - Antonia Holguín
- Camilo Perdomo - Hernando "Nando"
- Ricardo Mejía - Hernando Vargas Marulanda
- Steven Salcedo - Diego Cruz
- Ernesto Ballén - Alberto Vargas "Beto"
- Roger Moreno - Andrés Alvarado
- Rubén Sanz - Jordi
- Alejandro Otero - Enrique López
- Roberto Marín - Argemiro
- Ana María Jaraba
- Buster Rojas